# Telefoonkaarten verzamelen
Telefoonkaarten verzamelen is een hobby die bestaat uit het aanleggen van een verzameling van telefoonkaarten. 
Het verzamelen van telefoonkaarten als hobby is kort na de introductie van de eerste telefoonkaarten, omstreeks 1977, ontstaan in  België.

## Geschiedenis

### 1977
De telefoonkaart (RTT telecard) bestaat sinds 14 februari 1977. Hij werd voor het eerst gebruikt in Brussel te België. De kaarten waren vervaardigd door Landis en Gyr te Zwitserland.
Deze eerste telefoonkaarten van 200 BEF en 1000 BEF zijn reeds zeer zeldzaam en zeer geliefd bij verzamelaars. Dit zijn de eerste telefoonkaarten ter wereld.

### 1990-1992
Toen de naam 'PTT Telecommunicatie' werd veranderd in 'PTT Telecom', in 1990, besloot PTT Telecom bijzondere telefoonkaarten te gaan uitgeven. Deze eerste serie gelegenheidskaarten "Vincent van Gogh" was een groot succes en is nog steeds zeer populair bij telefoonkaartverzamelaars. 
Kerst- en nieuwjaarstelefoonkaarten zijn een van de meest geliefde thema's bij verzamelaars. De eerste kerstserie kwam uit in 1991. Wereldwijd zijn er meer dan 2500 verschillende kerst telefoonkaarten verschenen. 
Dit jaar werd ook de Nederlandse Telefoonkaarten Club opgericht en even later de A.T.C. wat stond voor Algemene Telefoonkaarten Contactdagen.
In 1992 werd in Den Haag in het PTT Museum een telefoonkaarten-tentoonstelling gehouden met een uitstalling van duizenden bijzondere en minder bijzondere telefoonkaarten. Ook werd hier een speciaal boekje gepubliceerd en kreeg men na betaling van fl. 4,- een speciale telefoonkaart cadeau van 4 eenheden. Bezoekers met een museumjaarkaart kregen gratis toegang en een gratis telefoonkaart; diverse mensen kwamen elke dag weer vanwege de gratis kaart, en om met elkaar te ruilen en van gedachten te wisselen.

### 1994
In 1994 werd er een heel grote telefoonkaartenbeurs georganiseerd Cardex 94 te Amsterdam RAI, hier stonden veel kaart producenten, telecoms en handelaren uit de gehele wereld.

### 1995
In 1995 is een verzamelaar door de rechter in Den Haag vrijgesproken voor het openen van het kastje voor afgewerkte telefoonkaarten in een telefooncel met een Zeiss Ikon sleutel. De verzamelaar was immers in het bezit van een brief van PTT Telecom dat hij de telefooncellen mocht open maken.  Later kreeg deze verzamelaar goede contacten met PTT Recherche in Den Haag om fraude en inbraak bij PTT Telecom te voorkomen. Deze verzamelaar heeft sinds 1986 meer dan één miljoen kaarten uit de telefooncellen opgehaald, de jaren 1989-1996 waren goed voor een kofferbak vol telefoonkaarten na een rondje Nederland. 
Eind 1995 werd het chipsysteem van PTT Telecom gekraakt en werden de telefoonkaarten illegaal opgeladen. Dit zorgde ervoor dat lege simpele kaartjes in prijs stegen van fl. 0,10 naar wel fl. 17,50 voor een lege fl. 25,- kaart. Deze handel zorgde voor gouden tijden voor telefoonkaart-handelaren op telefoonkaartbeurzen; een schoenendoosje fl. 25,- kaarten bracht al snel fl. 10.000,- op eind 1999.
In dit jaar kwam de Zeelandkaart uit. Met deze kaarten kon je naast bellen ook bijvoorbeeld boodschappen doen. Doordat het chipsysteem gekraakt was, kon men 'gratis' boodschappen doen.

### 1998
Koevoet, breekijzer, slijptol, niets was de verzamelaar te gek om de telefooncellen open te breken om aan telefoonkaarten te komen. Daarom besloot KPN Telecom de gleuven in de telefooncellen dicht te maken. 
KPN voerde een datum van einde geldigheid in op telefoonkaarten. Dit was voor veel verzamelaars geen leuk nieuws, omdat de waarde van de kaarten hierdoor werd beperkt. 

### 1999
In 1999 kregen de telefoonkaarten van KPN Telecom-serienummers. Deze serienummers zijn interessant voor de verzamelaars.
Het jaar 1999 was voor verzamelaars enigszins een zwart jaar: KPN Telecom besloot te stoppen met het drukken van reclametelefoonkaarten. Deze reclametelefoonkaarten kon men illegaal opladen tot fl. 25,- ook al waren het kaarten van fl. 1,- of fl. 2,50.

### 2005
Op 29-30 januari 2005 te Houilles (Parijs) werd de grootste telefoonkaartenbeurs ter wereld gehouden.

## Verzamelen van telefoonkaarten
Tot nu toe zijn er in Nederland ruim 6000 verschillende telefoonkaarten uitgegeven, en er zijn anno 2014 zo'n 600 verzamelaars in Nederland, waarvan er ongeveer 200 lid zijn van de Nederlandse Telefoonkaarten Club.
Deze verzamelaars zijn te ontmoeten op telefoonkaartenbeurzen en op internet.
Nederland telt momenteel twee clubs van verzamelaars:
- Brabantse Vereniging voor Telefoonkaart verzamelaars (BraVeTel)
- Nederlandse Telefoonkaarten Club (N.T.C.)

De allerduurste kaart staat momenteel euro 10.000,- in de catalogus en is een Duitse Landis en Gyr kaart (testkaart).
Het land dat de meeste telefoonkaarten per hoofd van de bevolking gebruikt is Brazilië.
Er is een uitgifte van een wereldcatalogus, deze uitgever bevindt zich in Italië (MV Cards).
Er zijn meerdere online veilingen waar men telefoonkaarten kan kopen en verkopen:
- Delcampe
- eBay

Er is een website waar men telefoonkaarten kan ruilen met verzamelaars wereldwijd:
- Colnect

## Telefoonkaartenbeurzen
1. Ongeveer elk kwartaal wordt er een beurs gehouden door de NTC in Houten.Hier zijn enkele tientallen verzamelaars te vinden. Daarnaast is er elk jaar in april een grote internationale beurs in Houten. Ook wordt er elk kwartaal een kleine telefoonkaartenbeurs gehouden in Den Bosch, welke wordt georganiseerd door BraVeTel, een  Brabantse verzamelclub, gericht op telefoonkaarten.

## Houdbaarheid
Als u telefoonkaarten in een verzameling aanlegt, gebruikt u dan insteekbladen voor telefoonkaarten. Deze bladen zijn als enige veilig voor uw verzameling, een onderzoek heeft uitgewezen dat telefoonkaarten in andere bladen bruine balken kunnen krijgen, roesten, hun verf verliezen en zelfs scheuren door uitdroging.